# Alcıyeniyapan, Çelebi
Alıcıyeniyapan là một xã thuộc huyện Çelebi, tỉnh Kırıkkale, Thổ Nhĩ Kỳ. Dân số thời điểm năm 2010 là 163 người.